# Joice-Eisfall
Der Joice-Eisfall ist ein 5 km breiter Gletscherbruch im ostantarktischen Viktorialand. Er reicht mit einem Höhenunterschied von 250 m vom Polarplateau durch die Millen Range bis zum Lensen-Gletscher.
Die Südgruppe der New Zealand Federated Mountain Clubs Antarctic Expedition (1962–1963) benannte ihn nach Ian Joice, einem Feldforschungsassistenten der Gruppe.